# Спасиоци
Спасиоци (енгл. The Rescuers) је амерички анимирани филм из 1977. године. Ово је 23. дугометражни анимирани филм рађен у продукцији Продукција Волт Дизни. Наставак под називом Спасиоци у Аустралији објављен је 1990. године.

## Улоге
| Глумац          | Улога            |
| --------------- | ---------------- |
| Боб Њухарт      | Бернард          |
| Ева Габор       | Госпођица Бјанка |
| Џералдина Пејџ  | Мадам Медуза     |
| Мишел Стејси    | Пени             |
| Џо Флин         | Господин Снуп    |
| Џим Јордан      | Орвил            |
| Џон Макинтајер  | Руфус            |
| Џенет Нолан     | Ели Меј          |
| Пет Батрам      | Лук              |
| Џејмс Макдоналд | Евинруд          |
| Кенди Кандино   | Брут и Неро      |
| Бернард Фокс    | Преседавајући    |
| Џорџ Линдси     | Мртвооки         |
| Лари Клемонс    | Дека             |
| Дуб Тејлор      | Копач            |
| Џон Фидлер      | Ђакон Сова       |
| Шелби Флинт     | Певачица         |
| Бил Макмилан    | ТВ спикер        |